# 灰头䴙䴘属
灰头䴙䴘属（学名：Poliocephalus）是鸊鷉科下的一个属。

## 下属物种
本属包括以下物种：
- 灰头鸊鷉 Poliocephalus poliocephalus (Jardine & Selby, 1827)
- 新西兰鸊鷉 Poliocephalus rufopectus (G.R.Gray, 1843)